# 聖なる花嫁の反乱
『聖なる花嫁の反乱』（せいなるはなよめのはんらん）は、紫堂恭子による日本の漫画作品。
2006年、講談社の無料配信ウェブサイトMiChao!にて連載開始。その後、同サイトの更新終了に伴い、2010年よりFlexComixフレアにて『聖なる花嫁の反乱 〜亡国の御使いたち〜』と改題して連載を継続、2014年6月19日配信開始の第46話をもって完結した。単行本は全10巻となっている。

## あらすじ
平和で緑豊かな地上の楽園エーレでは、11年ごとに選ばれる神の「花嫁」は全ての少女の憧れの的。今回で9人目となる「花嫁」に選ばれたのは、おてんば娘エリセだった。エリセは神「森の王」を祭る聖殿に連れて行かれ、「花嫁」としての修行を始めることになる。
一方、エリセの恋人リオンは、父である族長から「花嫁」となったエリセと二度と会ってはいけない、と言い渡される。エリセが今までの「花嫁」と違うことに不審を抱いたリオンは、9番目の「花嫁」について調べ、エーレ繁栄のためにエリセが生贄に捧げられることを知る。納得できないリオンはエリセと共に逃げようとするが捕まってしまい、この世の地獄とも言われるエーレの外へ追放されてしまう。
罰として聖殿に閉じ込められたエリセは、リオンが国外追放されたことを知ると、リオンを追って聖殿から逃げ出す。しかし直後、エリセが「森の王」に選ばれたことが判明し、聖殿を取り仕切る執行官ザディアスもエリセを追ってエーレの外へ旅立った。
リオンを追って外界の街に辿り着いたエリセは、「花嫁」と知られ捕らわれたところを、ヴァンと言う青年に助けられ「花嫁」に関する事実と伝説を知らされる。「花嫁」を手に入れた者は世界を手中に出来るのだと。自身も追われる身と知っても、なおリオンとの再会を望んで行動するエリセの前に、体のどこかに不思議な図形の痣――エーレの神聖文字の印――を持つ者たちが、まるで運命に引き寄せられるかのように集まり始める。

## 世界観
かつて繁栄を極めたデュナメイス帝国は、更なる繁栄を求めて「森の王」と呼ばれる神に9人の「花嫁」を捧げることになった。「花嫁」が捧げられるごとに国は拡大したが、「九番目の花嫁」が逃げ出したために神の怒りに触れ、デュナメイス帝国は滅亡した。しかし100年後に再び「九番目の花嫁」が現れるであろうと預言された。
エーレ人は代々神に仕える民族で、デュナメイス帝国では祭祀を司り、神の「花嫁」もエーレ人から選ばれた。しかしデュナメイス帝国が滅びると、エーレ人は帝国を滅ぼした「呪われた人々」として迫害されるようになり、二つに分かれた。一方はエーレ人であることを隠しながら移住を繰り返し、もう一方は「神の足跡」と呼ばれる楽園の地を探し求めて旅立った。また帝国時代にエーレ人が住んでいた地は「忌み地」と呼ばれ、人の寄り付かない廃村となっている。

## 登場人物

### 花嫁と聖印を持つ者たち
エリセ・イルマイア
主人公。16歳。エーレの守護神「森の王」の9人目の「花嫁」に選ばれた娘。
リオン以外の男たちからは「山ザル」呼ばわりされるほど、奔放でガサツでおてんば。単純で世間知らずで図太いが、芯も負けん気も強く一度決めたことは最後までやり通す。リオンによると「学校の勉強には身が入らなかったが、本当は機転が利いて賢い女の子」とのこと。
リオン・シュリエル
20歳。エリセの幼馴染で恋人。エーレのとある氏族長の息子。
いつも穏やかで心優しい美青年。品行方正で教養も高い。エリセの最大の理解者で、エリセにとって心の支えでもある。
エーレから追放された後、「緋の貴婦人」に囚われ拷問を受けていたところを、ヴァンに助けられる。追手をかわすために女装して「花嫁」になりすまし、エルダミア邸に匿われる。しかしヴァンを追ってエルダミア邸を訪れた「緋の貴婦人」と思わぬ再会を果たし、正体は露見しなかったものの拷問の後遺症でフラッシュバックを起こし倒れてしまう。
同じ頃、やはり「花嫁」とヴァンを探してエルダミア邸を訪れたアナベルとも面会し、受け取った手紙からシャルワールの事情も知ることとなる。
ザディアス
20歳。聖殿の執行官。聖殿の実務を取り仕切り、「花嫁」の教育も行う。
非常に生真面目な青年で、奔放なエリセには「小舅」のように思われている。元は「外界」の孤児で、エーレの前執行官ザキルに拾われ育てられた。
生まれ持った聖印とザキルの両腕を失わせてしまった自責の念から、当初は「花嫁」を生贄に捧げることだけを考えていたが、「外界」でのエリセの行動を見るうちに考えが変わりつつある。
シエナ
9歳。「外界」でエリセが助けた戦災孤児の少女。成り行きでザディアスと一緒に旅することになる。
まだ幼いが思慮深く、また祖母から教わった知恵でザディアスを助ける。神託や預言にも似た不思議な能力を持つ。
シド
「外界」のある街の刑吏で、ヴァンの友人。妻を亡くし、まだ幼い娘アイラと二人暮らし。
誠実な人物だが、刑吏と言う役目柄、街の人々にはあまりよく思われておらず、そのためアイラに寂しい思いをさせていることを気にしている。罪人を生かさず殺さずの状態にするため、医者ではないが医術に深い知識を持つ。
「緋の貴婦人」の手から逃れたヴァンとリオンを匿い、リオンの傷を手当てする。傷ついたリオンを医者に診せることを予想していた「緋の貴婦人」も、さすがに刑吏のところで匿われているとは予想できなかった。
隠れ里の聖殿長
64歳。「外界」に残ったエーレ人の末裔。聖印の持ち主の中では最年長。
シャルワール
20歳。海の向こうにある国カサドゥヤの第一王子。
異教であるエーレ人の聖印を持って生まれたために、世継ぎながら周囲から不信の目を向けられており、聖印と深く関わる「花嫁」を憎んでいる。「花嫁」を探すようヴァンへ依頼した人物でもあり、ヴァンの妹アナベルを侍女兼人質として傍に置く。
9人目の「花嫁」が現れたと知り、アナベルを連れて海を渡り自らトロヤの街に赴く。
イアン・ゼラム
42歳。最強の傭兵隊として知られる「七頭の大蛇（ドラゴン）隊」隊長。ヴァンのかつての上司でもある。22歳の時に、残虐な娘（当時12歳の「緋の貴婦人」）を見て戦慄を覚える。
アーサー
53歳。浮浪者。神と話したりこの世ならざる世界へ行ったりする不思議な能力を持っており、「あっちの世界」でヴァンに会ったことがあると言う。

### その他の人々
ヴァン
花嫁を狙う「外界」の流れ者の青年。
摺れているが荒れてはいない。妹思いの良き兄でもある。処世術に優れ、度胸と頭の回転が良い。自らの命を賭けて危険を楽しむ節もある。かつて「七頭の大蛇隊」に所属しており、七人の「大蛇」の一人として傭兵たちの間でも名が知られている。
シャルワール王子の依頼を受けて「花嫁」を探す中、ひょんなことからエリセと出会い、エリセに「外界」の様々なことを教えることになる。エリセの目的を知ってリオンを救出するも、「緋の貴婦人」に捕まり拷問を受け、瀕死の重傷を負う。
失血死しかけたところをバルト隊長に拉致され、救護（ヴァン曰く「妙ちくりんな実験台」）を受け一命はとりとめる。
アナベル
シャルワール王子に仕えるヴァンの妹。ヴァンと花嫁の手がかりを求め、シャルワール王子と共にトロヤのエルダミア邸にやってくる。
緋の貴婦人と共に花嫁（リオン）に面会し、兄の消息の手がかりを求めて手紙をリオンに渡す。
花嫁（リオン）と面会するさい、エルダミア家の遠縁の姫と身分を偽っているが、アーロンによると今では潰れたエルダミアの分家に、幼くして行方不明となったヴァンとアナベルと言う兄妹がいたとのこと。
緋の貴婦人 / モルウェン・ベルナエル・グランデル
32歳。アンシエル地方の旧帝国貴族の女領主で、美青年をいたぶった末に斬首すると評判の美女。
偶然手に入れたリオンと言う「玩具」を気に入り、城から逃げ出したリオンを執拗に追い、エルダミア邸にやってくる。
アナベルと共に花嫁（リオン）に面会し、違和感を覚える。
バルト
「花嫁」を狙う傭兵団「ブラックゴート傭兵団」の総隊長。一度はエリセを捕らえるが、グウィンの裏切りにより失う。そこで緋の貴婦人に囚われていた瀕死のヴァンを拉致し、オレンジ（orレモン）と重曹と羊血を注ぎ込む荒療治を行う。
グウィン
「ブラックゴート傭兵団」の小隊長。しかしその正体は「外界」に残ったエーレ人の末裔で、聖殿の執行官。一刻も早く花嫁の情報を集め身柄を確保するため傭兵団に潜入していた。囚われたエリセを聖殿長に引き合わせるため、「ブラックゴート傭兵団」を裏切る。
アーロン・エルダミア
トロヤの街の貴族。ヴァンの売り込みで花嫁（リオン）を匿ううち、その正体を知らないまま花嫁（リオン）に想いを寄せるようになる。しかし「本物のエーレの執行官」であるザディアスと再会した花嫁（リオン）の態度を見て、花嫁（リオン）はザディアスを愛しているのだと誤解する。

## 用語
花嫁（はなよめ）
「森の王」と呼ばれる神に仕え、エーレの繁栄を守る大切なお役目。額に入れ墨を入れる。
11年ごとにエーレ七領の族長が話し合いで、娘達の中から選ばれる。そして、全員が聖斧を持参して「花嫁」の家に訪問して、飾り付ける。最初の2年間は聖殿で巫女として務める事になり、その間は執行官を除いて、男子禁制となる。代々の「花嫁」はみんな恵まれた結婚をして、幸せな生活を約束されていると言われており、エーレの女の子の憧れとなっている。
100年前、デュナメイス帝国はその内の8人は命を捧げたが、9人目は逃げ出してしまい、デュナメイス帝国は災害で滅んでしまった。デュナメイス帝国の生き残りの子孫はエーレに移住して、形だけの「花嫁」を神に捧げて、9人目の「花嫁」は命を捧げると定められている。
エーレ
エリセの故郷。100年前にデュナメイス帝国の子孫がこの地に移住した。
外界では「呪われたエーレ人」と呼び、恐れている。

## 書誌情報
- 紫堂恭子 『聖なる花嫁の反乱』 講談社〈KCデラックス〉全5巻
  1. 2007年11月22日発行 ISBN 978-4-06-375402-5
  2. 2008年4月11日発行 ISBN 978-4-06-375479-7
  3. 2008年9月12日発行 ISBN 978-4-06-375565-7
  4. 2009年5月13日発行 ISBN 978-4-06-375734-7
  5. 2010年2月12日発行 ISBN 978-4-06-375865-8
- 紫堂恭子 『聖なる花嫁の反乱 〜亡国の御使いたち〜』フレックスコミックス〈Flex Comixフレア〉全10巻
  1. 2010年6月12日発行 ISBN 978-4-7973-6005-9 / ISBN 978-4-593-88021-8
  2. 2010年7月12日発行 ISBN 978-4-7973-6006-6 / ISBN 978-4-593-88022-5
  3. 2010年8月12日発行 ISBN 978-4-7973-6007-3 / ISBN 978-4-593-88023-2
  4. 2010年9月11日発行 ISBN 978-4-7973-6008-0 / ISBN 978-4-593-88024-9
  5. 2010年10月12日発行 ISBN 978-4-7973-6009-7 / ISBN 978-4-593-88025-6
  6. 2010年11月13日発行 ISBN 978-4-7973-6240-4 / ISBN 978-4-593-88026-3
  7. 2011年3月29日発行 ISBN 978-4-7973-6400-2 / ISBN 978-4-593-88027-0
  8. 2012年3月8日発売 ISBN 978-4-593-88056-0
  9. 2013年3月12日発売 ISBN 978-4-593-88071-3
  10. 2014年6月15日発売 ISBN 978-4-593-88099-7

MiChao!からFlexComixフレアへの移籍に伴い、第1-5巻はFlexComixより新装丁で再出版された。

2012年にフレックスコミックスの経営母体が変更になった事を受け、第1-7巻までは発売元がソフトバンククリエイティブであったが、第8巻以降の発売元はほるぷ出版へと変更になっており、あわせて第1-7巻も発売元が変更となっている。